# Calhoun, Illinois
Calhoun là một làng thuộc quận Richland, tiểu bang Illinois, Hoa Kỳ. Năm 2010, dân số của làng này là 172 người.

## Dân số
Dân số qua các năm:
- Năm 2000: 222 người.
- Năm 2010: 172 người.